# Râul Smeești
Râul Smeești este un curs de apă, afluent al râului Slănic. 

## Hărți
- Harta Județului Buzău